# Derolus dilatatus
Derolus dilatatus là một loài bọ cánh cứng trong họ Cerambycidae.